# 阎察
阎察（？—？），山西平定人，明朝政治人物、进士。

## 生平
洪武十七年，鄉試中舉。洪武十八年（1385年）乙丑科三甲第一百二十九名進士。初任礼科给事中，后改任监察御史，其敢于直言，为朱元璋所器重。后转任浙江布政司参议。其有中官出使浙江侵犯，其抓捕并杀死，朱元璋大赦其不追问。后在左布政使任上去世。